# 韩·索罗 (三叶虫)
韩·索罗（Han solo）是一种球接子目三叶虫，通过在中国南部的奥陶纪紫台组的化石发现。

## 分类
此分类群是2005年在暴露在湖南北部的桃源县热市镇茅草铺的低紫台组的海床中找到的化石材料为基础而建立的。这些化石材料包括一头两尾，被认为属于双分球接子科假球接子亞科。牠最初被认为和Pseudorhaptagnostus属最密切相关，但牠和该属两种的一些重要的诊断特征以及所在海床的时代差异太大，所以建一新属。

## 词源
根据原始出版物，通用名称「Han」是根据当今中国最大的族裔群体汉族而命名。物种名索罗（Solo）是代表它是在发现时最年轻的双分球接子科化石，暗示牠是这个科最后存活的一名成员。 不过，Turvey也在其他地方指出他如此命名是因为一些朋友认为他不敢以星球大战角色之一韩·索罗命名。
这不是Turvey创立的唯一一个不寻常的科学名称；在命名汉属的同一篇文章中他也命名了老球接子属的一个新种Geragnostus waldorfstatleri，因为他认为这一种的尾轴和大青蛙布偶秀的主要角色Waldorf和Statler类似。星战中扮演了韩·索罗的演员哈里森·福特也有一种为他命名：Calponia harrisonfordi。

## 引用
1. 1 2 3  Samuel T. Turvey. . Transactions of the Royal Society of Edinburgh: Earth Sciences. 2005, 95 (3–4): 527–542  [February 9, 2009]. doi:10.1017/S0263593304000355.
2. 1 2  . Curiosities of Biological Nomenclature.   [February 5, 2009]. （原始内容存档于2011-05-19）.